# Calheta (freguesia in Madeira)
Calheta is een plaats (freguesia) in de gelijknamige Portugese gemeente Calheta en telt 3.163 inwoners (2011). De plaats ligt aan de zuidwestelijke kust van het eiland Madeira.
Het kustplaatsje ligt in het zuidwesten van Madeira.  In de freguesia kan men stijgen van de kuststrook en laagvlakte, residentiële en landbouwzones, naar de beboste stroken en het hoogste deel in het gebergte.
De bevolking van het kustplaatsje steeg in de 19e en 20e eeuw tot meer dan 5.400 inwoners rond 1960 maar daalde sindsdien stelselmatig tot 3.163 bij de census van 2011. In dat jaar was ook 22,7% van de bevolking ouder dan 65.

## Galerij

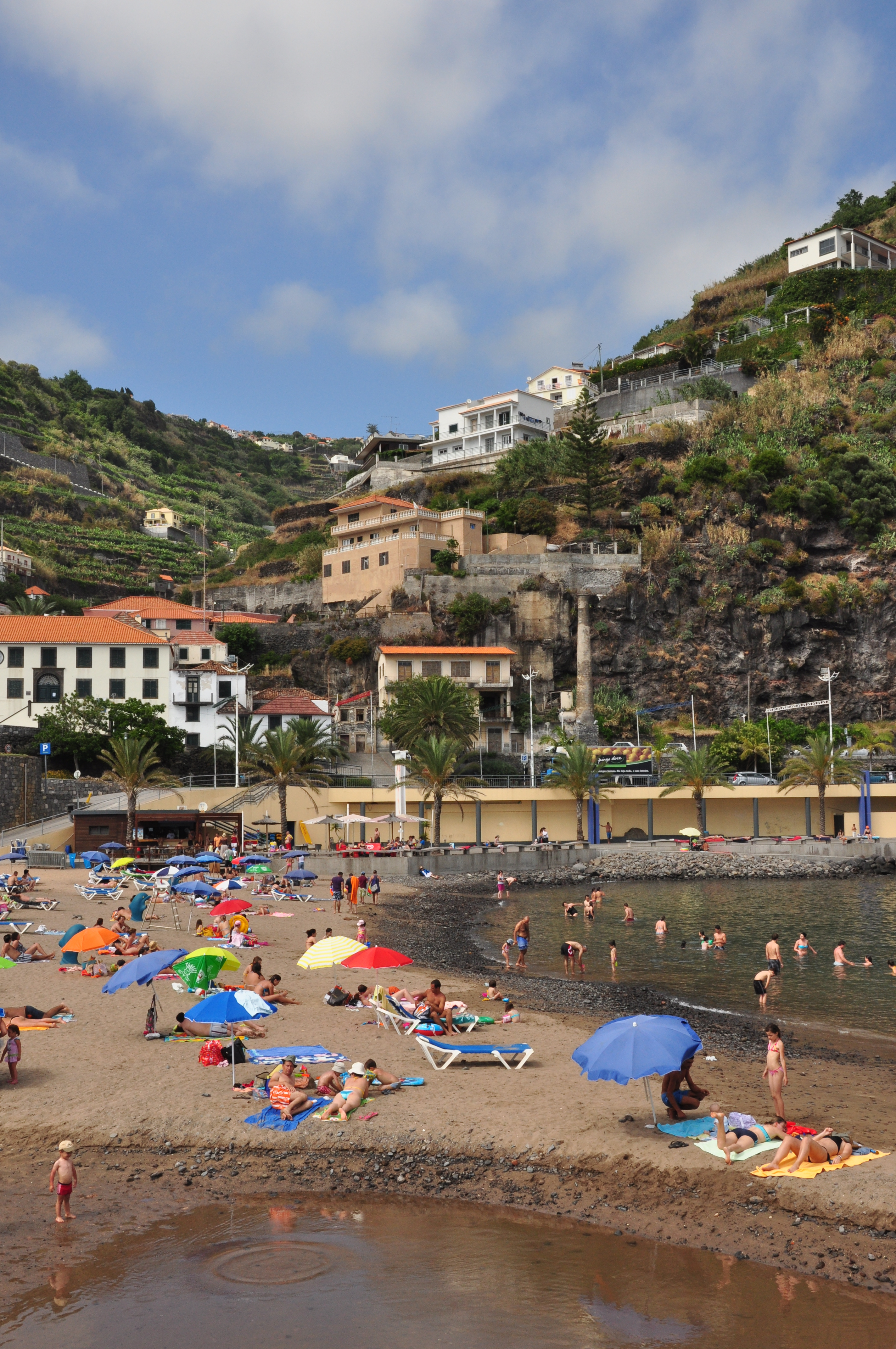
Toeristen op het strand in de zomer van 2011
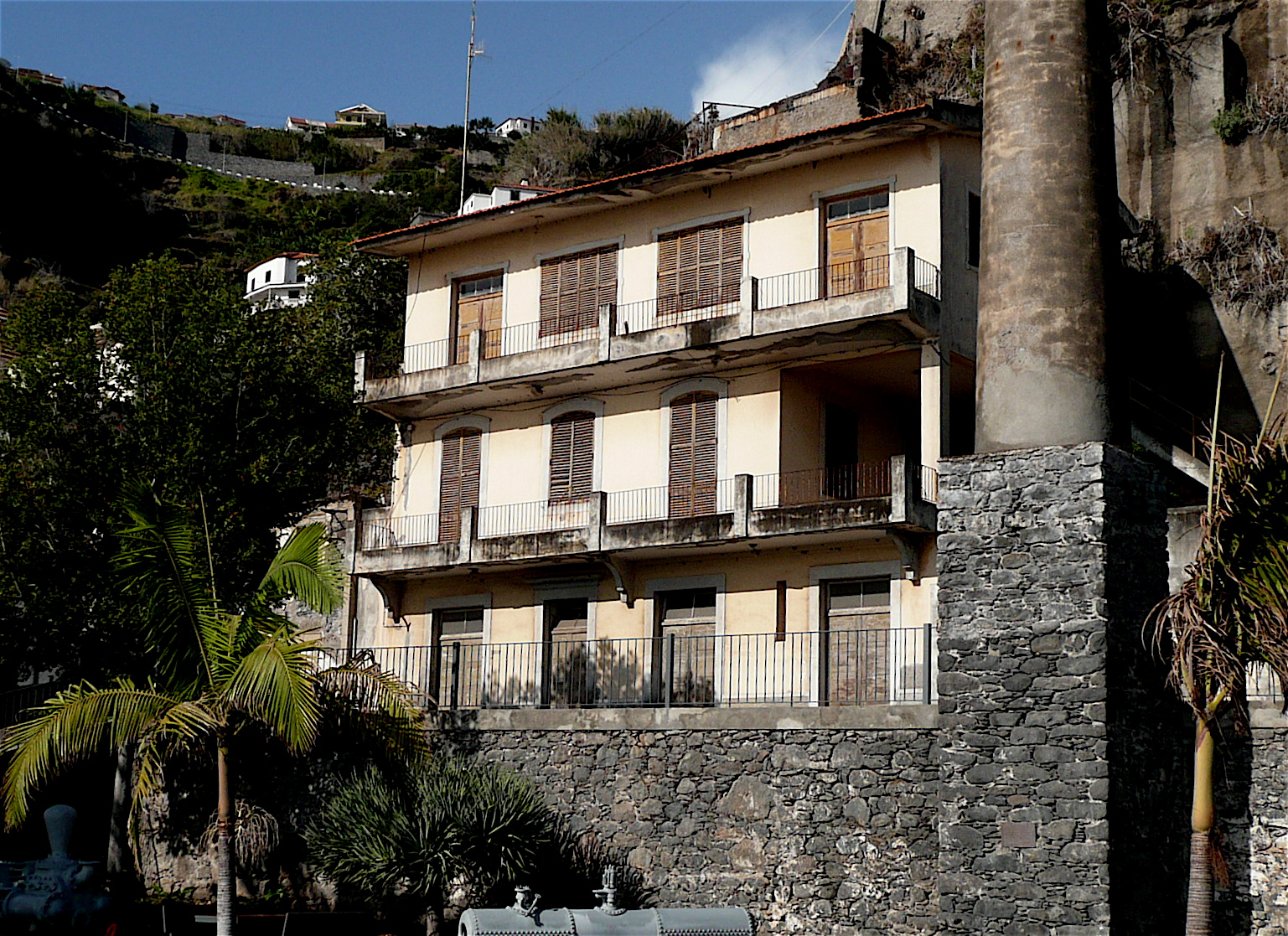
Dorpszicht